# Keiji Yamaguchi
Keiji Yamaguchi (山口 圭司, Yamaguchi Keiji) est un boxeur japonais né le 17 février 1974 à Hakodate.

## Carrière
Champion du Japon des poids mi-mouches en 1994, il remporte le titre mondial WBA de la catégorie le 21 mai 1996 après sa victoire aux points contre Carlos Murillo. Yamaguchi conserve son titre lors du combat revanche puis est battu par Pichit Chor Siriwat le 3 décembre 1996. Battu lors de deux autres championnats du monde en poids mouches et super-mouches, il met un terme à sa carrière de boxeur en 2002 sur un bilan de 30 victoires, 8 défaites et 1 match nul.